# Párizs 8. kerülete
Párizs 8. kerülete (VIIIe arrondissement) Franciaország fővárosának 20 kerületének egyike. A beszélt francia nyelvben ezt a kerületet a köznyelvben huitième (nyolcadik/a nyolcadik) néven emlegetik.
Az Élysée-nek nevezett kerület a Szajna jobb partján fekszik, központja a Champs-Élysées. A 8. kerület az 1., 9., 16. és 17. kerülettel együtt Párizs egyik fő üzleti negyede. Az 1999-es népszámlálás szerint itt többen dolgoztak, mint a főváros bármely más kerületében. Számos nevezetesség is található itt, többek között a Champs-Élysées, a Diadalív (részben) és a Place de la Concorde, valamint az Élysée-palota, a francia elnök hivatalos rezidenciája. A legtöbb francia divatos luxusmárka fő üzlete a 8. kerületben található, az Avenue Montaigne vagy a Rue du Faubourg Saint-Honoré, mindkettő a Champs-Élysées sugárúti bevásárló negyedben.

## Közlekedés

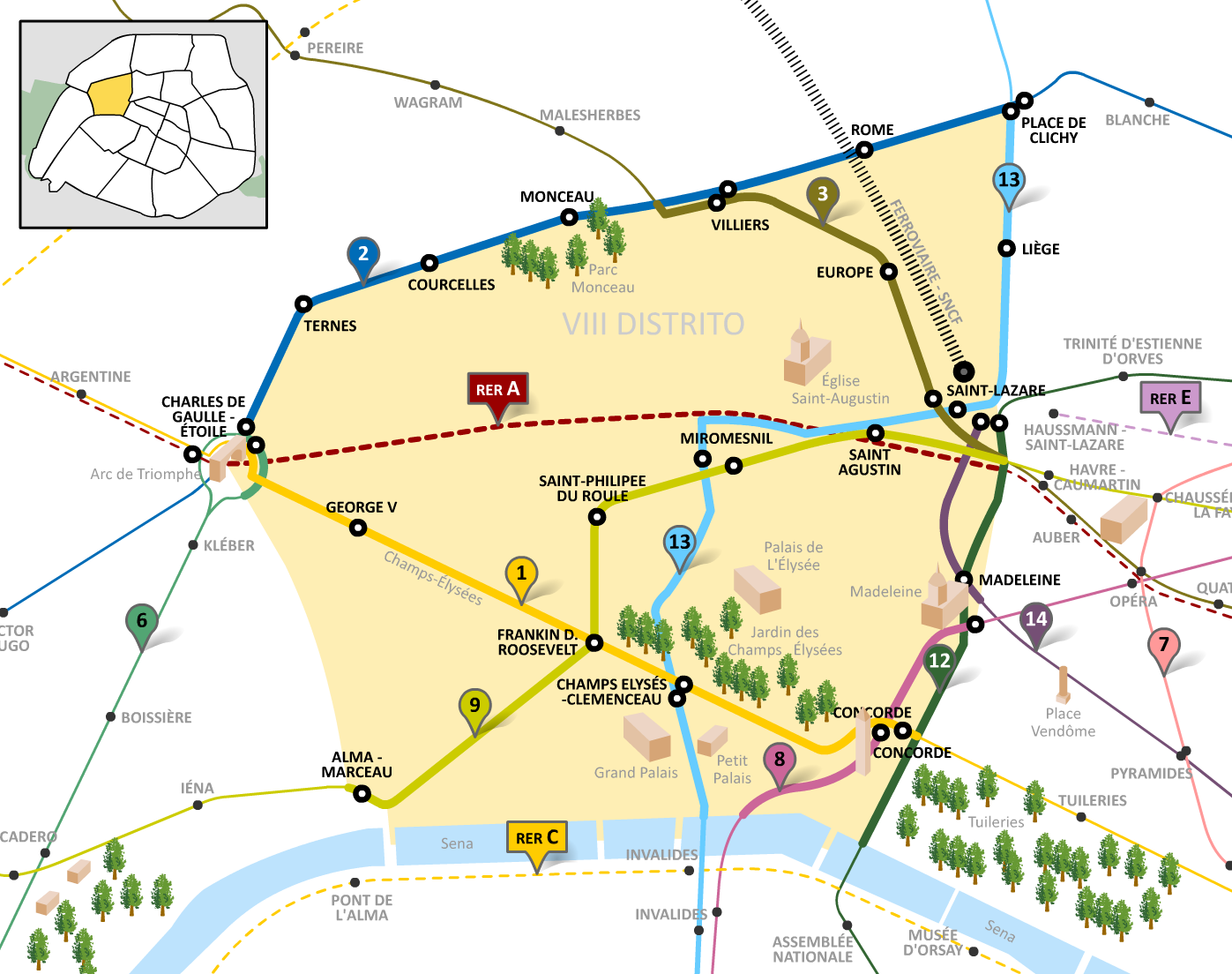
A kerület metró- és RER vonalai

## Népesség
| Lakosok száma | 40 849 | 37 053 | 36 808 | 36 222 | 35 655 | 35 631 | 35 123 | 35 418 |
|               | 2009   | 2016   | 2017   | 2018   | 2019   | 2020   | 2021   | 2022   |